# Sanne van Kerkhof
Sanne van Kerkhof est une patineuse de vitesse sur piste courte néerlandaise.

## Biographie
Elle est la sœur aînée de Yara van Kerkhof.

## Carrière
En 2014, elle remporte les championnats d'Europe de patinage de vitesse au relais féminin avec Lara van Ruijven, Jorien ter Mors et sa propre sœur Yara van Kerkhof.